# Canard siffleur
Mareca penelope
Espèce
Statut de conservation UICN

 LC  : Préoccupation mineure
Statut CITES
Le Canard siffleur ou Canard siffleur d'Europe (Mareca penelope anciennement Anas penelope) est une espèce d'oiseaux assez commune appartenant à la famille des Anatidae. Il niche dans le nord de l'Eurasie, migrant vers le sud à la fin de l'été. Le cri caractéristique du mâle est à l'origine de son nom.

## Description

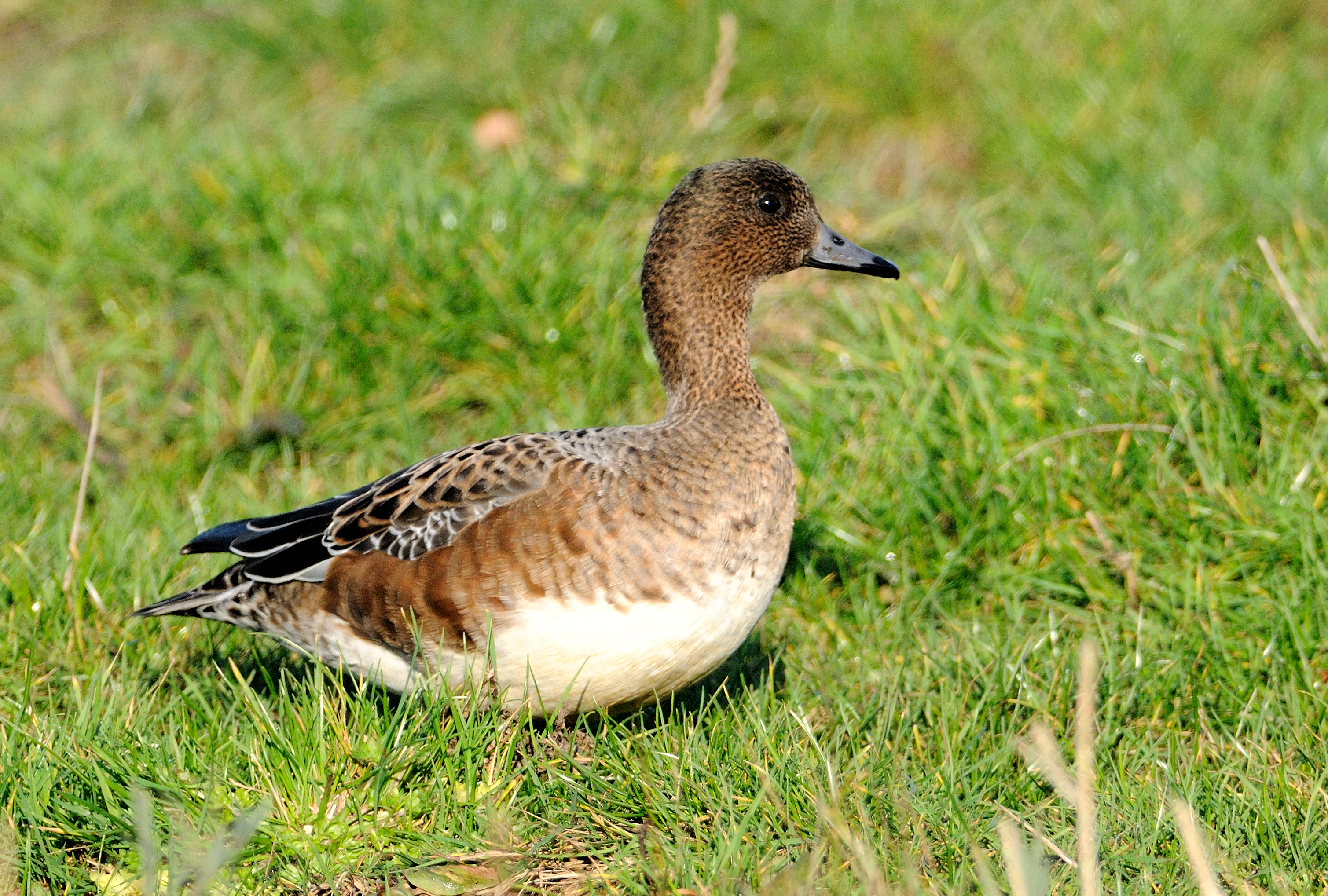
Femelle.

En période de reproduction, l'espèce présente un dimorphisme sexuel, le reste de l'année mâle et femelle étant d'apparence similaire.
Le Canard siffleur mâle a la tête ronde rousse avec une bande jaune pâle qui part de la base du bec jusqu'au-dessus de la tête. Il possède également un plastron rosé, un ventre blanc, un croupion noir et blanc. Le bec est gris bleu clair avec l'onglet noir.
Le plumage de la cane est brun roux. Le bec est gris bleu foncé.
Le mâle adulte effectue une mue complète de juin à septembre et une mue partielle d'août à janvier, la femelle respectivement de juillet à septembre et d'octobre à mai, le jeune une mue partielle d'octobre à février (voire jusqu'en avril) et la jeune femelle une autre mue partielle de mars à mai.
Le Canard siffleur est d'une longueur de 40 à 46 cm et d'une envergure d'environ 80 cm (valeurs extrêmes de 75 et 85 cm). Les autres mensurations sont : 250 à 270 mm pour l'aile pliée du mâle et 235 à 255 mm pour celle de la femelle, 95 à 108 mm pour la queue, 31 à 36 mm pour le bec et 35 à 40 mm pour le tarse. La masse du mâle est comprise entre 600 et 1 070 g et celle de la femelle entre 485 et 910 g.

## Écologie et comportement

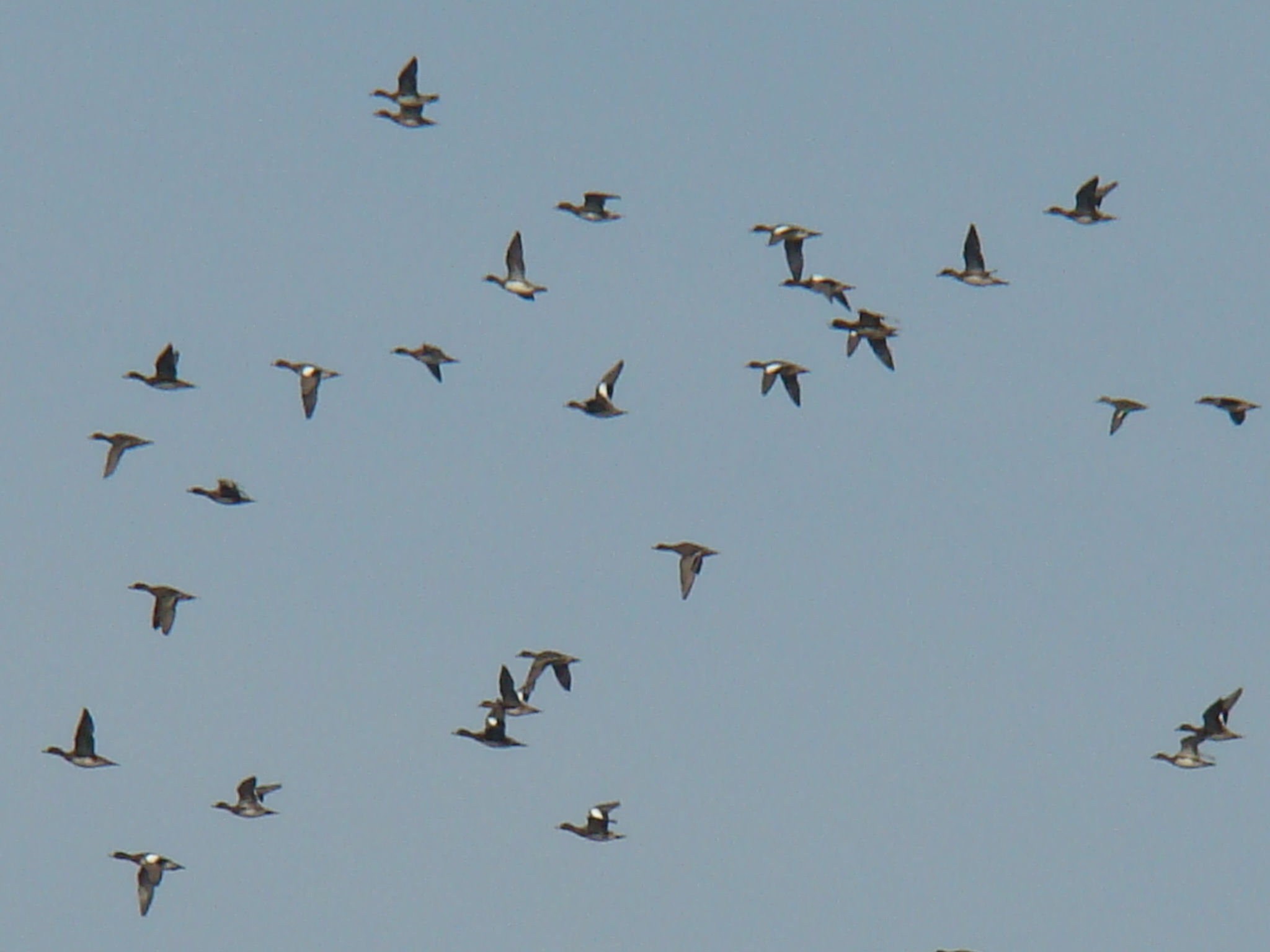
Groupe de Canards siffleurs en vol.

### Voix
Son nom vient de son cri, un sifflement mélodieux wii-wuuuuu (ou hui-ou) que l'on entend fréquemment le soir et au lever du jour. La femelle émet un rarr très grave.

### Alimentation
Cet oiseau se déplace aisément au sol où il prélève une grande part de son alimentation, constituée principalement de végétaux et d'insectes.

### Reproduction

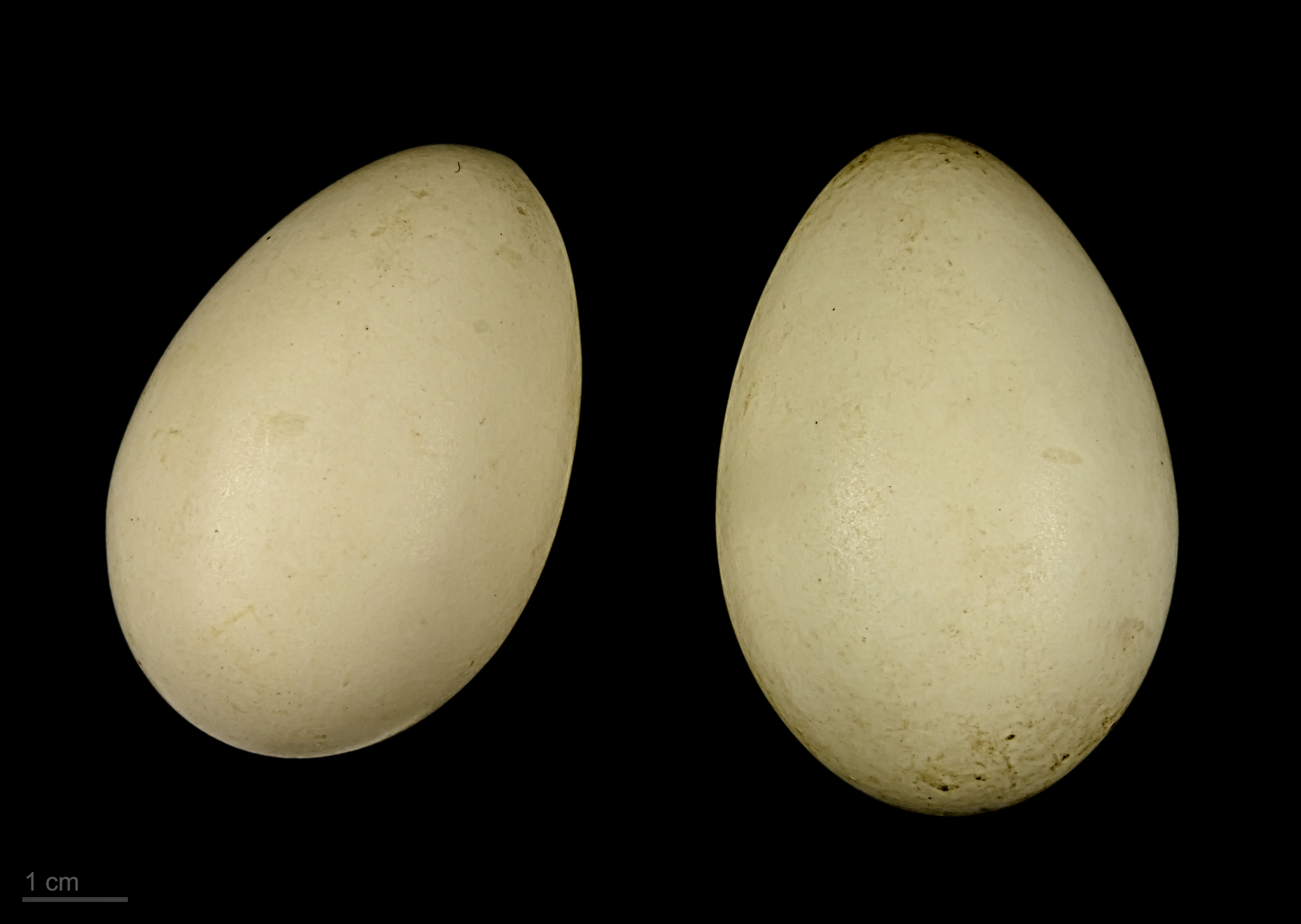
Mareca penelope - MHNT

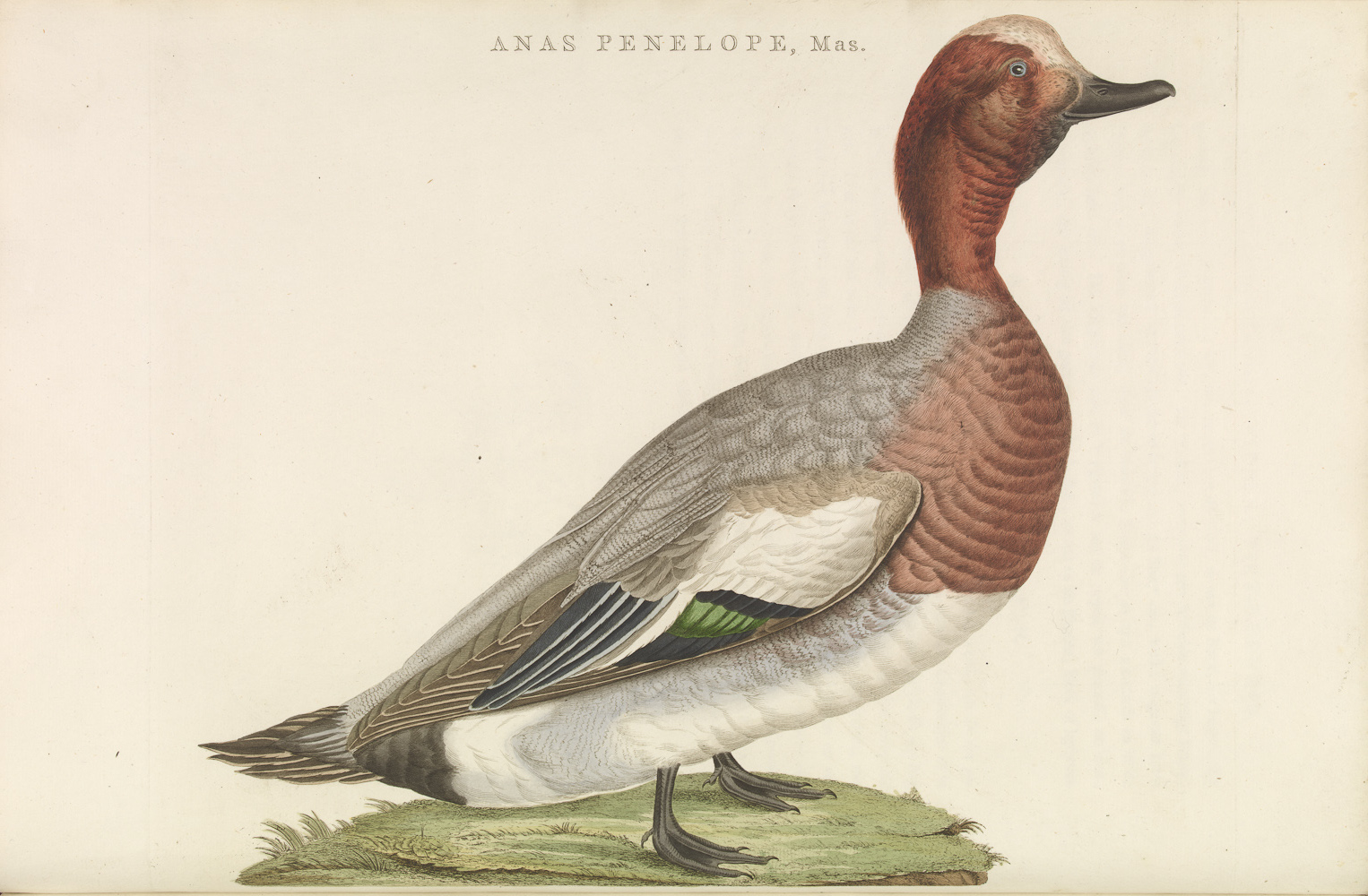
Mareca penelope, dans Nederlandsche Vogelen, Nozeman et Sepp. XVIIIe siècle

Ces canards reviennent de leur migration par couple. Les mâles tournent autour des canes, dans l'eau, en hérissant les plumes de leur tête, en dépliant de temps en temps leurs ailes et en sifflant.
Ils nichent sur les berges, dans la végétation dense. Le nid est construit à même le sol, par les femelles. Il est constitué d'herbes sèches, le fond est tapissé de duvet. La femelle pond 7 à 10 œufs ovalaires blanc jaunâtre ou olivâtres, dont la taille a pour valeurs extrêmes : 49,2-59,9 mm × 34,7-42,1 mm. Elle les couve seule durant près de 25 jours. Les petits la suivront dans l'eau peu après leur naissance.
La maturité sexuelle peut être atteinte à l'âge d'un an mais il semble que de nombreux oiseaux se reproduisent plus tardivement.

### Longévité
Le Canard siffleur peut vivre jusqu'à 18 ans.

### Comportement
Le Canard siffleur est une espèce très sociable, vivant le plus souvent en groupes.

## Habitat et répartition

### Habitat
Le Canard siffleur se reproduit dans la toundra boisée, la taïga (rivières avec méandres, lacs et marais) et les steppes.
En migration et en hivernage, il fréquente les estuaires (vasières et prés salés), les baies, les lagunes, les côtes basses et abritées (en particulier les milieux prairiaux), les lacs, les réservoirs et les fleuves.

### Distribution géographique

Cette espèce niche dans l'extrême nord de l'Europe (dans la taïga), jusqu'en Sibérie, et migre pour hiverner dans le sud de l'Angleterre, sur les côtes françaises et espagnoles, de l'Italie, des Balkans et de l'Afrique du Nord.

## Systématique
L'étymologie de « Penelope » est discutée depuis l'Antiquité. Les philologues classiques tendent à considérer que le nom vient de πηνέλοψ / pênélops, qui désigne une espèce de canard ou d'oie sauvage. Ce terme a été repris par Linné en 1758 pour la 10e édition de son Systema Naturae, comme épithète spécifique dans le nom binominal du Canard siffleur, Anas penelope,.
Depuis 2014 le canard siffleur a retrouvé son ancien nom, Mareca penelope, qui lui avait valu autrefois l'appellation de « Marèque pénélope ». Il admet pour synonyme Anas penelope ou Anas fistularis.

### Sous-espèces
Cette espèce est monotypique : Elle ne possède pas de sous-espèces à ce jour.

## Menaces et conservation
Cette espèce est classée par l'UICN en LC (Préoccupation mineure).